# Medresa Kukeldaš, Taškent
Medresa Kukeldaš je srednjeveška medresa v Taškentu, ki stoji v bližini bazarja Čorsu in postaje podzemne železnice Čorsu. Zgradil jo je okoli leta 1570 šajbanidski vladar Derviš sultan.
Medresa je zgrajena iz rumene opeke in ima tradicionalno kvadratno obliko z velikim portalom in notranjim dvoriščem. Dvorišče obdaja dvonadstropna študentska rezidenca, ki jo sestavlja 38 spartanskih sob (»hudžra«), vsaka meri 2 krat 2 metra. Individualno študentsko stanovanje je sestavljeno iz dveh delov: sobe in ivana (niše za vhod). V takšnem študentskem stanovanju sta živela dva ali trije študenti.
Visoka vrata (pištak) z nadstreškom (ivan), visoka 19,7 metra, imajo ob straneh dva stolpa. Z vogalnih stolpov (gouldasta) so mujezini pozivali k dnevnim poklonom.
V letih 1830–1831 je bilo prvo nadstropje medrese porušeno, opeke pa so bile uporabljene za gradnjo bližnje medrese Beklarbegi. Kasneje je bila obnovljena. Medresa je bila poškodovana v potresu leta 1868 in nato obnovljena v letih 1902–1903. Ponovno je bila obnovljena v 1950-ih in je postala ena redkih verskih stavb, ki so preživele potres v Taškentu leta 1966.
Od leta 1998 potekajo dela za zagotovitev stabilnosti stavbe, obnovo njene zunanjosti in notranjosti ter izboljšanje njene okolice. Leta 2008 sta bila vhodna veranda in sprednji del medrese obnovljena v povezavi z 2200. obletnico mesta Taškent.
Po pričevanju (napisanem leta 1795) taškentskega trgovca Nur Mohameda, je že dolgo služila kot preprost karavanseraj, nato pa je v 19. stoletju v času Kokandskega kanata služila kot trdnjava in zapor. Tu so prešuštnice metali z vrha parapeta, jih zaprli v zašito vrečo in vrgli na tla trga, posutega z ostrim kamenjem. Ta kazen je bila ukinjena leta 1865 s prihodom Rusov. V 20. stoletju je bila muzej, najprej ateizma, kasneje pa ljudske glasbe.
Leta 1991 je bila medresa Kukeldaš prenesena pod jurisdikcijo Muslimanskega odbora Uzbekistana, v stavbi pa je začela delovati srednješolska specializirana islamska izobraževalna ustanova, povezana s tem odborom.

## Arhitektura
Gradnja stavbe je sledila tradicionalni kompoziciji: prostorno dvorišče, obdano s sobami in odprtimi verandami. Poti v obliki črke U na dvorišču povezujejo hudžre (učilnice) z mošejo. Število celic je bilo 38. Ta medresa velja za eno najlepših medres v Taškentu.
Medresa je imela prvotno 3 nadstropja. Ko vstopite skozi vrata, je na levi mošeja, na desni pa učilnice. Mošeja in učilnice so bile pokrite s kupolami, postavljenimi na sekajočih se arkadah. Stavba ima 7 kupol. Pri okraševanju medrese so se arhitekti osredotočili predvsem na pročelje stavbe. Na obeh straneh razkošne strehe je zgrajena dvonadstropna veranda, okrašena z zapletenimi brokatnimi in girih vzorci. Sobe v drugem nadstropju so bile ohranjene le na obeh straneh strehe. Kapitel se na obeh vogalih zaključuje s cvetličnimi aranžmaji.
Celotne dimenzije medrese Kukeldaš so 62,7 x 44,9 metra, dvorišče 38 x 26,9 metra, višina, vključno s streho, pa 19,73 metra.